# Caseosaurus
Caseosaurus crosbyensis
Genre
Espèce
Caseosaurus (/ˌkeɪziːɵsɔrəs/keï-zee-o-saur-əs) est un genre éteint mal connu de dinosaures de la famille  des Herrerasauridae qui vivait il y a environ 237 à 227 millions d'années au cours du Carnien (Trias supérieur) dans ce qui est aujourd'hui le Texas, en Amérique du Nord.
Une seule espèce est rattachée à ce genre, Caseosaurus crosbyensis, décrite par A. P. Hunt, Spencer G. Lucas, Andrew B. Heckert, Robert M. Sullivan et Martin Lockley en 1998.

## Étymologie
Le nom de genre Caseosaurus honore le paléontologue américain Ermine Cowles Case au nom duquel est adjoint le mot grec ancien « saûros » qui signifie « lézard » pour donner « lézard de Case ». Le nom d'spèce crosbyensis indique le comté de Crosby où a été découvert le fossile.

## Découverte
L'animal n'est connu que par un seul os de la hanche, un fragment d'ilium droit, référencé UMMP 8870, découvert dans la formation géologique de Tecovas au Texas.

## Description
Caseosaurus était un petit bipède carnivore qui pouvait mesurer environ 2 mètres de longueur.

## Validité du genre
La pauvreté des restes fossiles, limités à l'origine à un seul fragment d'ilium, a conduit à des interprétations variées.
En 1998, Hunt et ses collègues en examinant un ilium droit (UMMP 8870), attribué au genre de dinosaures contemporain Chindesaurus, le renomment et en font l'holotype du nouveau genre de dinosaure : Caseosaurus.
En 2000, Irmis et ses collègues réévaluent un autre ilium droit (NMMNH P-35995), découvert dans la formation de Petrified Forest au Nouveau-Mexique). Celui-ci était décrit jusqu'alors comme appartenant au dinosaure Eucoelophysis. Irmis et ses collègues le considèrent comme très ressemblant à celui de Caseosaurus. 
En 2004, Langer réassigne l'ilium de l'holotype au genre Chindesaurus.
En 2018, Matthew G. Baron et Megan E. Williams, considèrent les deux iliums comme appartenant au même genre Caseosaurus. Ils en font un proche parent de l'espèce Herrerasaurus ischigualastensis et le placent dans le clade des Herrerosauria, un clade en groupe frère des dinosaures, c'est-à-dire que Caseosaurus se situerait en dehors des dinosaures. Selon ces auteurs et à la suite de la « sortie » des théropodes du groupe des saurischiens proposée en 2017 par Baron, Norman et Barrett, leur analyse phylogénétique propose pour Caseosaurus la classification suivante :
- Archosauria Cope, 1869
- Dinosauromorpha Benton, 1984
- Dinosauriformes Novas, 1992
- Herrerasauria Galton, 1985 (sensu Langer et al., 2010)
- Caseosaurus Hunt, Lucas, Heckert, Sullivan et Lockley, 1998.